# Quercus incana
Quercus incana — вид рослин з родини букових (Fagaceae); ендемік південного сходу США.

## Опис
Це листопадний кущ або дерево, висотою до 10 м. Стовбур вузький (майже 12–25 см в діаметрі). Кора чорнувата, шорстка, сильно борозниста, розбита на квадратні пластини. Гілочки коричнево-запушені. Листки 5–10 × 1.2–2.5 см, від вузько-овальних до еліптичних, шкірясті, товсті, цілі; основа округла або послаблена; верхівка округла з коротким зубом; верх блискучий синьо-зелений; низ сіро-зелено-запушений; листя на молодих гілочках має зубчастий край; ніжка листка 2–8 см, запушена. Цвіте навесні. Жолуді сидячі, дворічні; горіх від яйцюватого (рідше майже кулястий) до широко еліпсоїдного, 10–17 × 10–16 мм, зрідка смугастий, гладкий; чашечка від блюдцеподібної до чашоподібної форми, заввишки 4.5–8 мм і 10–18 мм завширшки, укриває 1/4–1/3(1/2) горіха, поверхні запушені.

## Середовище проживання
Ендемік південного сходу США: Південна Кароліна, Міссісіпі, Алабама, Джорджія, Оклахома, Вірджинія, Флорида, Північна Кароліна, Техас, Арканзас, Луїзіана.
Трапляється на добре дренованих піщаних ґрунтах гірських пагорбових хребтів. Часто росте у лісах Pinus palustris і разом з Q. laevis.  Трапляється на висотах 0–250 м.

## Використання
Жолуді є важливим джерелом їжі для багатьох видів дикої природи, включаючи рідкісну Sciurus niger shermani. Хоча він виробляє міцну деревину і може використовуватися для стовпів та палива, цей дуб занадто малий на зріст, щоб бути корисним джерелом комерційної деревини. Q. incana культивується і продається для озеленення як декоративна рослина.

## Загрози
Повідомляється, що тривале гасіння пожеж призводить до зменшення кількості Q. incana, хоча в даний час це зменшення незначне за масштабами і не впливає на вид у цілому.